# Pasiecznik (województwo dolnośląskie)
Pasiecznik – wieś w Polsce położona w województwie dolnośląskim, w powiecie lwóweckim, w gminie Lubomierz.

## Położenie
Pasiecznik to duża wieś łańcuchowa o długości około 2,8 km, leżąca na Pogórzu Izerskim, pomiędzy Przedgórzem Rębiszowskim na południowym zachodzie i Wzniesieniami Radoniowskimi na północnym wschodzie, na wysokości około 380–435 m n.p.m. Przez miejscowość prowadzi droga krajowa nr 30.

## Podział administracyjny
W latach 1975–1998 miejscowość administracyjnie należała do województwa jeleniogórskiego.

## Demografia
Według Narodowego Spisu Powszechnego (III 2011 r.) Pasiecznik liczył 587 mieszkańców. Jest największą miejscowością gminy Lubomierz.

## Zabytki
Do wojewódzkiego rejestru zabytków wpisane są:
- gotycki kościół filialny pw. św. Michała Archanioła, z początku XVI wieku, przebudowany w drugiej połowy XIX wieku, wewnątrz fragment tryptyku ołtarzowego i renesansowa chrzcielnica z 1602[6]
- cmentarz przy kościele
- ogrodzenie, z XVIII wieku,
- dom pogrzebowy, z drugiej połowy XIX wieku,
- wieża-dzwonnica kościoła ewangelickiego, z początku XIX wieku.